# Гларус (кантон)
Вижте пояснителната страница за други значения на Гларус.
Гларус е един от кантоните на Швейцария. Населението му е 38 608 жители (декември 2010 г.), а има площ от 685,3 кв. км. Административен център е град Гларус. Официалният език е немският. По данни от 2007 г. 19,13% от жителите на кантона са хора с чуждо гражданство (7314 души). На 6 май 2007 г. Гларус става първият кантон в Швейцария, който намалява възрастовата граница за гласуване до 16-годишна възраст.